# Эдриан Чейз
Эдриан Чейз (англ. Adrian Chase) — антигерой, который появляется в американских комиксах издательства DC Comics. Он является вторым персонажем DC, который носит титул Линчевателя.
В живом исполнении персонаж дебютировал во Вселенной «Стрелы», начиная с одноимённого сериала, где его роль исполняет Джош Сегарра. В телесериале Расширенной вселенной DC «Миротворец» его роль исполняет Фредди Строма. Строма продолжает исполнять роль персонажа во втором сезоне «Миротворца», действие которого разворачивается во Вселенной DC.

## Создание
Вольфман заявил, что зарождение персонажа началось, когда он писал комиксы про Сорвиголову в 1970-х годах: «В выпуске #127 я составил типичную для комиксов битву между Сорвиголовой и другим злодеем по имени Торпеда, и по ходу драки они переместились с улицы в дом, но внезапно прекратили драку, когда хозяйка дома, мать, защищавшая своих детей, закричала, что Сорвиголова и Торпеда разрушают её дом, два героя посмотрели на окружающих их людей и поняли, что их бездумная агрессия имела последствия в реальном мире… прошли годы, я вернулся в DC и начал писать The New Teen Titans, и по какой-то причине я продолжал думать об этой истории, и в результате я решил, что хочу исследовать тему последствий действий супергероев в реальном мире в качестве основы для целой серии, а не просто нескольких фрагментов в конце одной истории. Я хотел деконструировать клише из комиксов о супергероях и их боевых сценах в виде длинного повествования… С этой целью я предложил идею о законопослушном окружном прокуроре по имени Эдриан Чейз, который действительно хорошо справлялся со своей работой, но постоянно отменял свои судебные решения по незначительным техническим причинам из-за коррумпированной правовой системы».

## История публикации
Эдриан Чейз был создан писателем Марвом Вольфманом и художником Джорджем Пересом, и он впервые появился в своём публичном облике в The New Teen Titans #23 (сентябрь 1982), а затем он дебютировал в образе Линчевателя в The New Teen Titans Annual #2 (август 1983). Позже Чейз появился в своей собственной серии комиксов Vigilante за авторством Вольфмана. Пол Капперберг взял на себя обязанности писателя серии с выпуском #21 (сентябрь 1985), и он продолжал писать серию до её завершения на выпуске #50.

## Биография персонажа
Эдриан Чейз был окружным прокурором Нью-Йорка, работавшим в партнёрстве с местной командой супергероев Юные Титаны. К несчастью, его жена Дорис Чейз и двое их детей погибают от взрыва бомбы, предназначавшейся для Эдриана, заложенной по указанию босса мафии Энтони Скарапелли.
Вскоре после этого к Чейзу на могиле его жены подходит женщина в капюшоне по имени Линн. В своей истории происхождения, которую он рассказал своим коллегам Джонатану «Дж. Дж.» Дэвису и Терезе «Терри» Гомес, Чейз утверждал, что Линн отвезла его на Запад в фургоне и заставила четыре дня идти пешком по пустыне. В пещере под песками пустыни его встретили три духа, «жертвы зла, которые не захотели умереть с достоинством», по имени Кровавое колено, Чака и Целомудрие. Чейз провёл с ними шесть месяцев, выдержав невероятные физические и духовные испытания. Он вышел с новыми силами и новой целью в жизни — по-своему добиваться справедливости в качестве антигероя Линчевателя: «Я преследую тех, чья вина доказана в совершении преступлений, и которых затем освобождают из-за какой-то глупой формальности».
Изначально было показано, что Чейз изо всех сил старается не убивать своих врагов (в отличие от Карателя из Marvel) и регулярно использует несмертельное оружие, чтобы вывести своих противников из строя.
На протяжении всей серии Vigilante Чейз мучается из-за справедливости своих действий и боли, причиняемой другим. Чейз подумывал о том, чтобы отказаться от своей личности Линчевателя после того, как жестоко избил бывшего заключённого, который оказался невиновен. В конце концов, Чейз отказывается от своей личности Линчевателя, полагая, что в качестве судьи он мог бы быть более эффективным и счастливым. Но во время его отсутствия двое его друзей (коллега-судья Алан Уэллс и тогдашний судебный пристав Дэйв Уинстон соответственно) без его ведома выдали себя за Линчевателя.
После того, как Уэллс убивает офицера полиции, а Уинстон погибает от рук Миротворца, Чейз снова берёт на себя роль Линчевателя, полагая, что это единственный способ защитить своих близких. Однако опыт общения с Уэллсом и Уинстоном нанёс непоправимый ущерб его хрупкой психике, заставив его прибегнуть к более жестокой тактике в борьбе с преступностью. Стремясь отомстить Миротворцу, потерявший форму Эдриан терпит поражение в драке и разоблачается в прямом эфире, тем самым раскрывая тайну личности Чейза и заставляя его ещё больше брать на себя роль Линчевателя.
В конце концов, Чейз становится всё более конфликтным из-за насилия, к которому он был причастен, и вреда, который он причинил окружающим. Он также становится всё более психически неуравновешенным — то впадает в ярость, то впадает в паранойю и испытывает ужасные угрызения совести за свои действия, вплоть до убийства ни в чём не повинных полицейских, которые встают у него на пути. Его растущее чувство вины достигает кульминации в том, что Чейз размышляет о своём жизненном пути, а затем совершает самоубийство.
Перед своей смертью он часто сражался с Пушкой, Саблей и Электрошокером.
Чейз появился в ограниченной серии Day of Judgment в качестве одного из погибших героев в Чистилище. Он и другие герои вмешиваются в происходящее, сражаясь со стражами этого мира, чтобы другие живые герои могли сбежать с душой Хэла Джордана. Когда кризис закончился и Джордан принял личность Спектра, Джим Корриган ненадолго появился на Земле, заявив, что усилия Чейза и других героев в Чистилище заслужили признание в сияющем городе.
Выяснилось, что Эдриан является братом Дориана Чейза.

## Силы и способности
Будучи Линчевателем, Эдриан Чейз является превосходным бойцом в рукопашной и блестящим стрелком. Он также обладает способностью быстро исцеляться и восстанавливать своё тело после таких серьёзных травм, как ножевые или огнестрельные ранения, хотя он способен умереть, если травмы достаточно серьёзны.

## Анализ
По описанию критика комиксов Дональда Д. Маркстина, после его появления Линчеватель представлял собой знакомый образ в американских комиксах:

К 1980-м годам парень, работающий в правоохранительных органах, который стал супергероем, потому что не хотел иметь дело с глупыми юридическими преградами, мешающими достижению справедливости, был уже в прошлом. Читатели не только увидели бесконечные повторения темы (такие как Чёрный Капюшон, Синий Жук и Женщина в красном), но и осознали, даже в рамках этого упрощённого, ориентированного на действие жанра, что при устранении таких ограничений возникает ещё большая несправедливость.
Маркстин продолжил:

Писатель… Вольфман… и художник… Перес… были полностью осведомлены о последствиях, когда представляли этого персонажа… Вот почему Линчеватель был первым подобным персонажем, в котором были исследованы истинные последствия такого поведения… Линчеватель во многом добился справедливости, но также, благодаря своему безжалостному пренебрежению юридическими гарантиями, которые защищают всех нас, невиновных и виновных, от того, чтобы нас просто отправили в тюрьму, когда власти подозревают, что мы, возможно, совершили преступление, — добился и сильного обратного эффекта. Но Эдриан был, по сути, честным человеком. Когда он понял, что стал тем, кого ненавидел больше всего, он поступил с собой так же, как поступал с другими. В 50-м выпуске (февраль 1988 года) он завершил свою серию, застрелив себя.

## Вне комиксов
- Вариации Эдриана Чейза появляются в «Стреле» в исполнении Джоша Сегарры.[15]
  - Версия с Земли-1 появляется в пятом сезоне под псевдонимом Саймон Моррисон / Прометей.[16]
  - Двойник Чейза с Земли-2 появляется в образе Капюшона в эпизоде восьмого сезона «Старлинг-Сити». Оливер Куин встречает его, готовясь к надвигающемуся Кризису, и объединяется с ним, несмотря на первоначальные трудности.
- Эдриан Чейз / Линчеватель появляется в «Миротворце» в исполнении Фредди Стромы.[17] Эта версия является помощник официанта и самопровозглашённым борцом с преступностью, который смотрит на заглавного Миротворца как образец для подражания и проявляет социопатические, но в то же время социально неловкие наклонности.[18][19][20]